# アウトストラーデ・イタリア
アウトストラーデ・イタリア（イタリア語: Autostrade per l'Italia）は、イタリアの高速道路（アウトストラーダ）をコンセッション方式によって管理運営する民間企業である。アウトストラーデ・ペル・リタリア、アウトストラーデ・ペル・イタリアなどとも表記される。
同国の高速道路網の半分近い総延長3020㎞を受け持つヨーロッパ最大の高速道路運営会社であり、1925の道路情報板、4500のビデオカメラ、204のサービスエリアなども管理している。
2018年8月14日に担当施設のひとつモランディ橋が崩落し多くの死傷者が出た事故をめぐって、責任追及の動きが生じている。